# Claude Lowenstein
Pour les articles homonymes, voir Lowenstein.
Claude Lowenstein, né le 26 octobre 1921 dans le 12e arrondissement de Paris et mort le 22 novembre 2010 à Saint-Cyprien, est un rameur d'aviron français.

## Carrière
Claude Lowenstein, installateur d'enseignes lumineuses, est membre de l'Union sportive métropolitaine des transports.
Il remporte la médaille d'argent en deux barré aux Championnats d'Europe d'aviron 1934 à Lucerne.
Il est demi-finaliste en huit aux Jeux olympiques d'été de 1936 à Berlin.
Il est médaillé d'or en quatre de pointe aux Championnats d'Europe d'aviron 1947 à Lucerne.